# Balázs Endre
| Balázs Endre                              | Balázs Endre                                                                                      |
| Kattints az alábbi külső linkek egyikére! | Kattints az alábbi külső linkek egyikére!                                                         |
| ----------------------------------------- | ------------------------------------------------------------------------------------------------- |
| Nem található szabad kép.(?)              |                                                                                                   |
| külső link · jogvédett                    | Balázs Endre. Typotex eKiadó.                                                                     |
| külső link · jogvédett                    | In Memoriam: Dr. Endre A. Balazs. Tandon School of Engineering Polytechnic Institute. 2015.09.15. |

Balázs Endre (Alexander Balazs Endre) (Budapest, 1920. január 10. – Saint-Tropez, 2015. augusztus 29.) amerikai-magyar kémikus, a Magyar Tudományos Akadémia külső tagja (2010). Fia, André Balazs  (1957 –) üzletember.

## Életpályája
1929–1937 között a Fáy András Gimnáziumban tanult. 1937–1942 között a Pázmány Péter Tudományegyetem orvostanhallgatója volt. Már elsőévesként kutatómunkát végzett Huzella Tivadar Szövet-fejlődéstani Intézetében. 1943-ban orvosi diplomát kapott. Az 1947 nyarán Stockholmban összehívott Nemzetközi Sejttani Kongresszusra magyar küldöttségének tagja volt. 1950-ben – részben tudományos fejlődése érdekében és a hidegháborús félelmek hatására – feleségével és gyermekükkel az Egyesült Államokba emigráltak. 1951-től Bostonban részt vett a Retina Foundation megalapításában. 1962–1991 között az Experimental Eye Reserarch című nemzetközi szemészeti tudományos szakfolyóirat főszerkesztője volt. 1968-ban létrehozta a Biotrix Inc. Intézetet, ahol a hialuronán előállításával és gyógyászati alkalmazásával foglalkoztak. 1968–1969 között Guggenheim-ösztöndíjas volt. 1968–1975 között a bostoni Orvosbiológiai Kutató Intézet alapító-elnöke volt. 1975-ig a Harvard Egyetem oktatója volt. 1975–1985 között a New York-i Columbia Egyetem meghívására az egyetem Orvosi Karának Malcolm P. Aldrich kutatóprofesszora, és ebben a minőségében a szemészeti intézet kutatási igazgatója volt. 1985-ben nyugdíjba vonult. 2007–2011 között a Hialorunan Tudományok Nemzetközi Társaságának alapító-elnöke volt.

## Művei
- Demonstration of argyrophil fibres in plant tissue (1939)
- Az izületi nedv képződése (1943)
- Effect of sulfomucopolysaccharides on growth of tumor tissue (1949)
- Studies on the structure of the vitreous body, I. The absorption of ultraviolet light (1954)
- Amino sugar-containing macromolecules in the tissues of the eye and the ear (1965)
- The physical properties of synovial fluid and the special role of hyaluronic acid (1974)
- Nomenclature of hyaluronic acid (1986) – kun iu alia
- The role of hyaluronan in inflammation control (1997) – kun iu alia
- Introductory remarks (2009)

## Díjai
- Uppsala University tiszteletbeli doktora (1967)
- a Semmelweis Egyetem tiszteletbeli doktora (1991)
- Eötvös Loránd Tudományegyetem aranyérme (1992)
- George Washington-díj (2005)
- a Magyar Tudományos Akadémia külső tagja (2010)
- Helen Keller Prize (2011)